# Loužení
Loužení je separace složky z pevné matrice působením kapaliny, v níž je složka rozpustná.
V přírodě se často jedná o vyplavování látek snadno rozpustných ve vodě, jako jsou soli, sádrovce nebo uhličitanu vápenatého z horniny vodou.
Loužení jako geologický proces obvykle postihuje horniny, jako jsou kamenná sůl, sádrovec nebo vápence. Pokud má k horninám přístup podzemní voda, může z jejich vrstev či ložiska vyloužit rozpustné sloučeniny a pak je přenést jinam a tam se sloučeniny opět vysráží. V případě vápence se obecně hovoří o krasovění.
Stejný proces působí často na stavební materiály, jako je například beton. Dalším příkladem je také chemické zvětrávání půd a vyplavování živin ze svrchních vrstev do nižších.
Technologie loužení se používá i v lékařství a potravinářských technologiích: Například při výrobě likérů. Proces je zván „macerace“.
V tropických oblastech dochází k chemickému zvětráváním tak, že relativně agresivní klima vytváří vodné roztoky křemičitanů a kovových sloučenin vyloužené z hornin a na jiných místech je zase vysráží. Vyloužená hornina se nazývá saprolit.
Loužením se například získávají složky drahých kovů z rud nebo extrahují kontaminanty z půd v případě řešení ekologické havárie.